# Stojan Binder
Stojan Binder, slovenski poslovnež in politik, * 29. februar 1956.
Od leta 2002 je Državnega sveta Republike Slovenije.